# Batalha de Marbelha

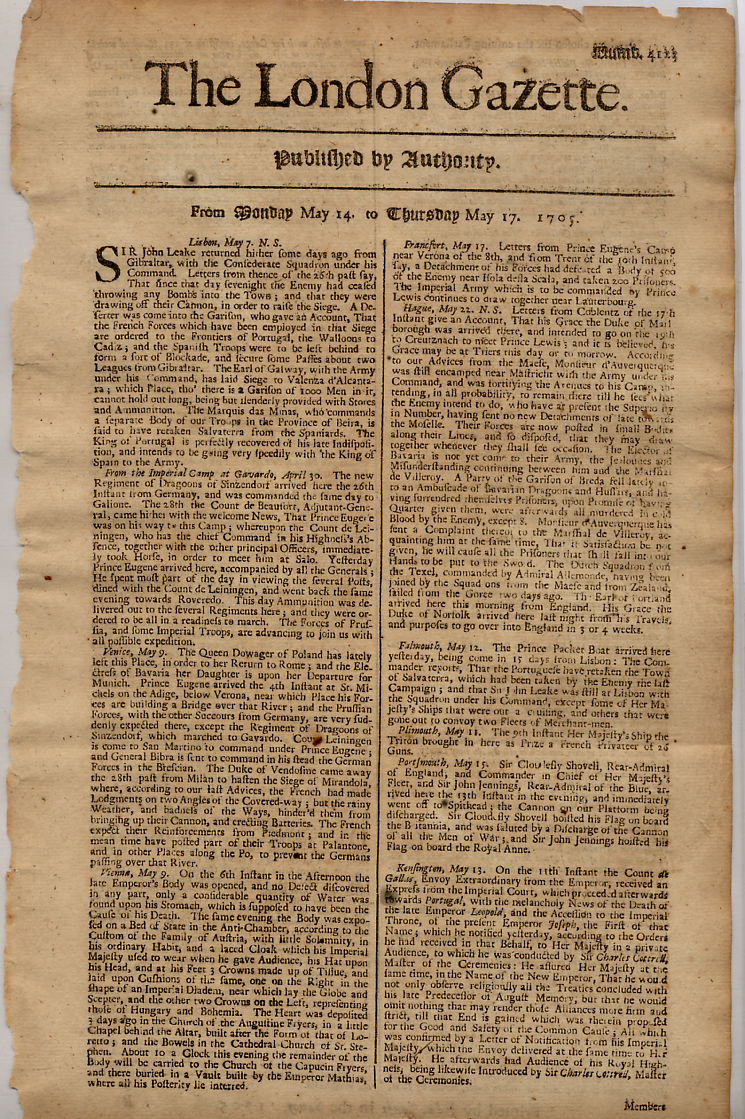
O jornal britânico London Gazette, datado a 14–17 de maio de 1705, detalhando o regresso de Leake a Gibraltar, após a batalha.

A Batalha de Marbelha ou Batalha de Ponta Cabrita, foi uma batalha naval da Guerra da Sucessão Espanhola, que teve lugar ao largo da costa de Gibraltar a 10 de março de 1705 (21 de março de 1705 no novo calendário), entre uma frota anglo-luso-neerlandesa, comandada por John Leake e uma frota franco-espanhola, comandada por Jean-Bernard de Pointis, resultando numa vitória aliada.

## Prelúdio
Os aliados conquistaram Gibraltar em nome do Arquiduque Carlos de Habsburgo a 1 de agosto de 1704. Os espanhóis tentaram recuperar o território por terra, e uma primeira tentativa francesa de invasão por mar resultou numa falha durante a Batalha de Málaga a 24 de agosto de 1704. 
Em janeiro de 1705, o Rei da Espanha, Filipe V, decide reconquistar a cidade, que dá o comando ao exército do Marechal de Tessé. Este compreendia que Gibraltar nunca seria reconquistada enquanto os aliados tivessem acesso a ela pelo mar. Ele, portanto, ordenou ao Almirante Jean-Bernard de Pointis a bloquear o território com seu esquadrão de dezoito navios de linha. Alguns desses navios eram espanhóis, e estavam sob o comando de José Fernández de Santillán. Gibraltar não era um porto permanente ainda para a frota inglesa, que estava ancorada em Lisboa na época.
O comandante de Gibraltar, Jorge de Hesse-Darmstadt, pede ajuda a John Leake, que parte desde Lisboa, com uma frota de vinte e quatro navios britânicos, oito portugueses e quatro holandeses de diferentes tamanhos.

## A batalha

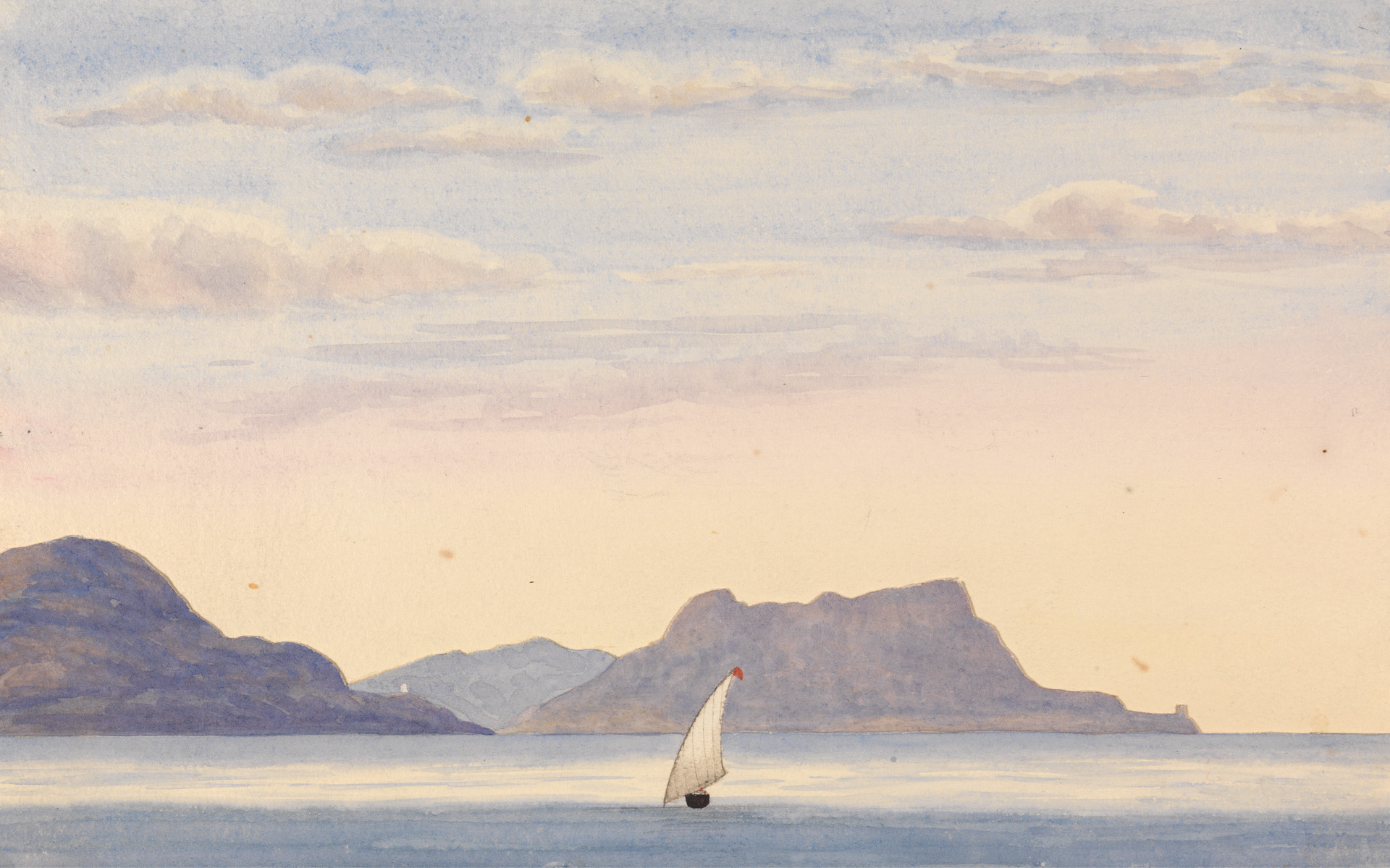
Ponta Cabrita em 1843.

Na manhã de 21 de março, a frota anglo-luso-neerlandesa aparece na baía. Os franceses tentam escapar, mas são alcançados junto a Ponta Cabrita e três de seus barcos são capturados. Os outros dois restantes são incendiados na costa de Marbelha pelos próprios franceses para evitar que caíssem em mãos inimigas.

## Consequências
Após este desastre, o Marechal de Tesse remove grande parte de suas tropas a 31 de março e transforma o local em bloqueio.